# Thomas Resch
Thomas Resch (1460-1520) fue un humanista austriaco. Siguiendo la costumbre humanística, adoptó el nombre latino de Velocianus.
Pertenecía al círculo de humanistas de Viena asociados a la corte del emperador Maximiliano I de Habsburgo, en el que se relacionaba con intelectuales de diversas disciplinas; concebidas no separadamente, sino en la unidad que representaba el Poetenkolleg (Kolleg der Dichter und Mathematiker, en latín Collegium poetarum et mathematicorum -"Colegio de poetas y matemáticos"-) dirigido por Conrad Celtis (dentro de la Universidad de Viena pero alejado de los usos escolásticos que pretendían reformar) que le coronó poeta laureatus ("poeta laureado") en 1504. Entre ellos estaban Georg Tannstetter, Johannes Stabius, Stiborius, Stefan Rosinus (1470-1548), Johannes Cuspinianus y Joachim Vadianus (que posteriormente se convirtió en el líder de la Reforma en San Galo).
Perteneció a la Sodalitas litteraria, también fundada por Celtis, que reproducía el modelo de academia de Marsilio Ficino en Florencia y Pomponio Leto en Roma.
Contribuyó a un libro de poemas latinos dirigido por Celtis.